# Friedrich Ludwig von Kleist
Friedrich Ludwig von Kleist (* 1694; † 22. November 1757 vor Breslau) war ein königlich preußischer Generalmajor, sowie von 1756 bis 1757 Inhaber des Altpreußischen Infanterieregiments No. 9.

## Familie
Friedrich Ludwig von Kleist war ein Sohn des Melchior Ludwig von Kleist († nach 1724), einem studierten Mann und dessen zweiter Ehefrau Ester Elisabeth von Borcke († 1766). Er hatte drei Brüder und zwei Schwestern. Da er selber ledig blieb, ging sein Erbe an die Kinder einer Schwester, welche mit Major Martin Friedrich von Wedell vermählt war.

## Leben
Friedrich Ludwig von Kleist trat als junger Mann zunächst der Weißen Füssiliergarde Friedrichs I. bei. Seit 1714 stand er zunächst als Fähnrich im Infanterieregiment Graf Wartensleben Nr. 1, wo er bis 1740 zum Major avancierte. 1743 wurde er Oberst-Leutnant im Regiment Erbprinz von Württemberg Nr. 46.
Im zweiten Schlesischen Krieg führte Kleist ein Grenadier-Bataillon. Nachdem er mit seinem Bataillon 1744 an den Ereignissen vor Prag beteiligt war, nahm er an den Winterkampangen unter Oberst Winterfeldt teil. 1745 kämpfte er in der Schlacht bei Hohenfriedberg und operierte anschließend in Oberschlesien.
1747 wurde Kleist zum Oberst befördert und übernahm als Kommandeur 1750 das Infanterieregiment Kalnein Nr. 4.
1756 zu Beginn des Siebenjährigen Krieges erfolgte die Beförderung zum Generalmajor. Im gleichen Jahr kämpfte er erfolgreich in der Schlacht bei Lobositz und übernahm anschließend als Chef das Infanterieregiment Quadt Nr. 9. 1757 nahm er an der Schlacht bei Prag teil. In der Schlacht bei Breslau wurde Friedrich Ludwig von Kleist durch einen Schuss in die Brust tödlich verwundet.
Friedrich der Große war mit Kleist sehr zufrieden, er machte ihn 1750 zum Amtshauptmann in Egeln in Ostpreußen. 1753 erhielt er den Pour le Mérite.
Darüber hinaus hatte Friedrich Ludwig von Kleist das Gut Heydnau bei Krossen erworben.